# Porto de Mariel

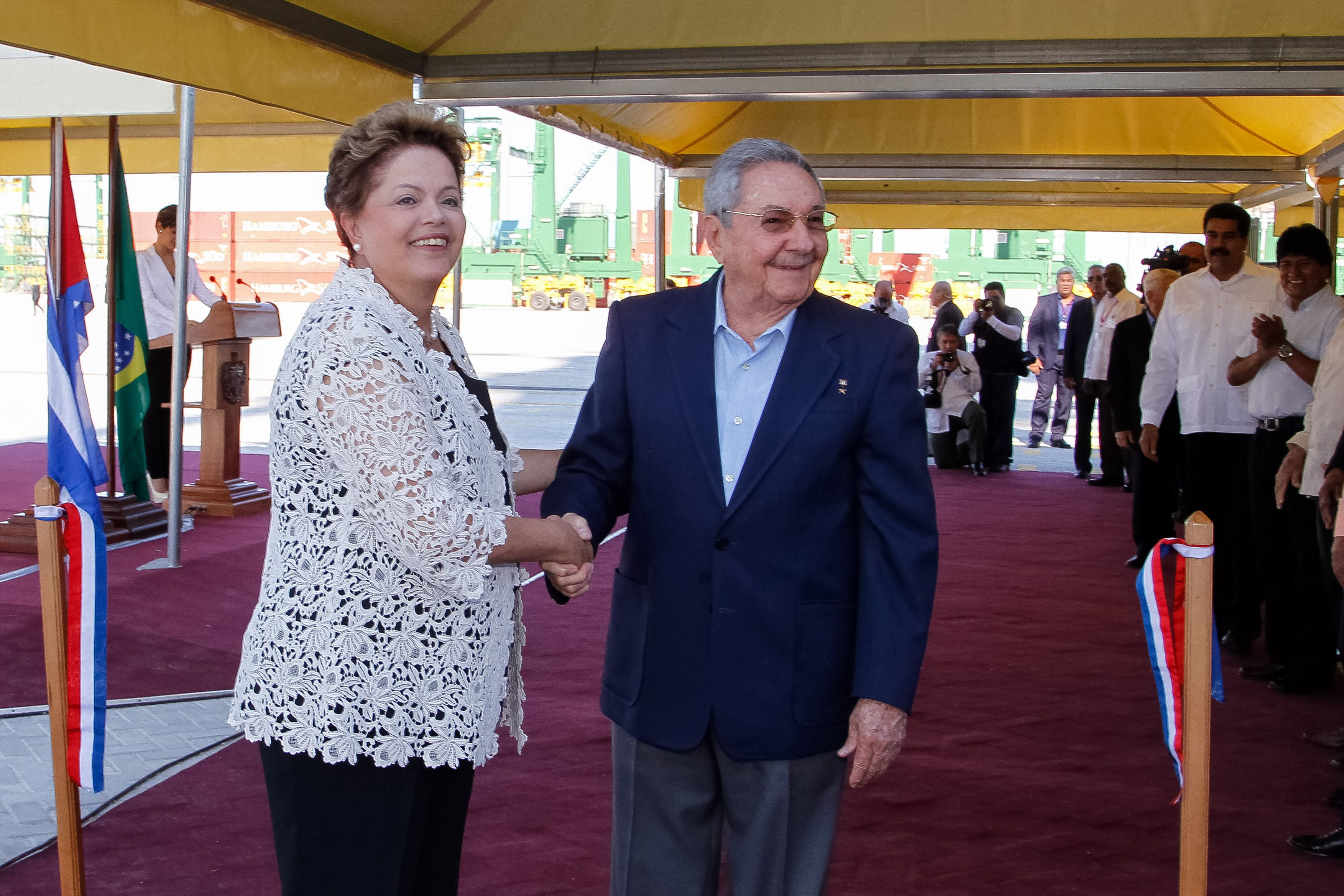
Dilma Rousseff e Raúl Castro durante a inauguração da primeira fase do Porto de Mariel, 28 de janeiro de 2014

O porto de Mariel é a estrutura portuária que integra a Zona de Desenvolvimento Especial de Mariel no oeste de Cuba, a cerca de quarenta quilômetros da capital Havana. A primeira fase do porto foi inaugurada em 28 de janeiro de 2014 com a presença da presidente do Brasil, Dilma Rousseff e de seu homólogo cubano, Raúl Castro. Também estavam presentes à cerimônia os presidentes Nicolás Maduro (Venezuela), Evo Morales (Bolívia), Donald Ramotar (Guiana), Michel Martelly (Haiti) e a primeira-ministra da Jamaica, Portia Simpson-Miller. Na ocasião, Dilma Rousseff declarou que o investimento brasileiro é um símbolo da amizade duradoura entre os governos do Brasil e de Cuba, bem como um importante passo para a integração latino-americana.
Após um acordo conseguido em 2009 entre os governos do Brasil e Cuba, o Grupo Odebrecht (atual Novonor) de engenharia está construindo um novo porto, incluindo um grande terminal de contêineres, em parceria com a empresa cubana "Zona de Desarrollo Integral de Mariel", uma subsidiária da Almacenes Universal S.A. controlada pelos militares cubanos. Este projeto recebeu o aval do governo brasileiro que aportará 800 milhões de dólares mediante empréstimo do Banco Nacional de Desenvolvimento Econômico e Social (BNDES), dos quais 300 milhões já foram destinados.
Atualmente a Zona de Desenvolvimento Especial atendida pelo Porto de Mariel conta empresas de várias nacionalidades em funcionamento, desde Nestlé e Unilever a francesa CMA CGM 

## Críticas
O governo Dilma Rousseff defendeu o investimento classificando-o como estratégico, enquanto que outros criticam a lógica do projeto tendo em vista o colapso da infraestrutura produtiva de que o Brasil padece. O PSDB argumentou que o aporte dado a Cuba é quinze vezes maior do que todos os investimentos federais em portos brasileiros. Outro alvo de críticas é o sigilo imposto pelo Governo federal aos documentos do acordo com Cuba, que se estenderá até 2027. Até lá, nem mesmo parlamentares podem ter acesso às negociações feitas entre os governos brasileiro e cubano.

## Controvérsias
Segundo o jornal Folha de S.Paulo, até setembro de 2018, Cuba deixou de pagar 20 milhões de dólares referente à três parcelas do financiamento ao BNDES, e a instituição brasileira corre risco de calote.